# Zante (città)
Zante (in greco Ζάκυνθος?, Zákynthos) è una città greca situata nella periferia delle Isole Ionie, capoluogo dell'omonima isola.
Il territorio comunale comprende l'isola omonima più le isole Strofadi.

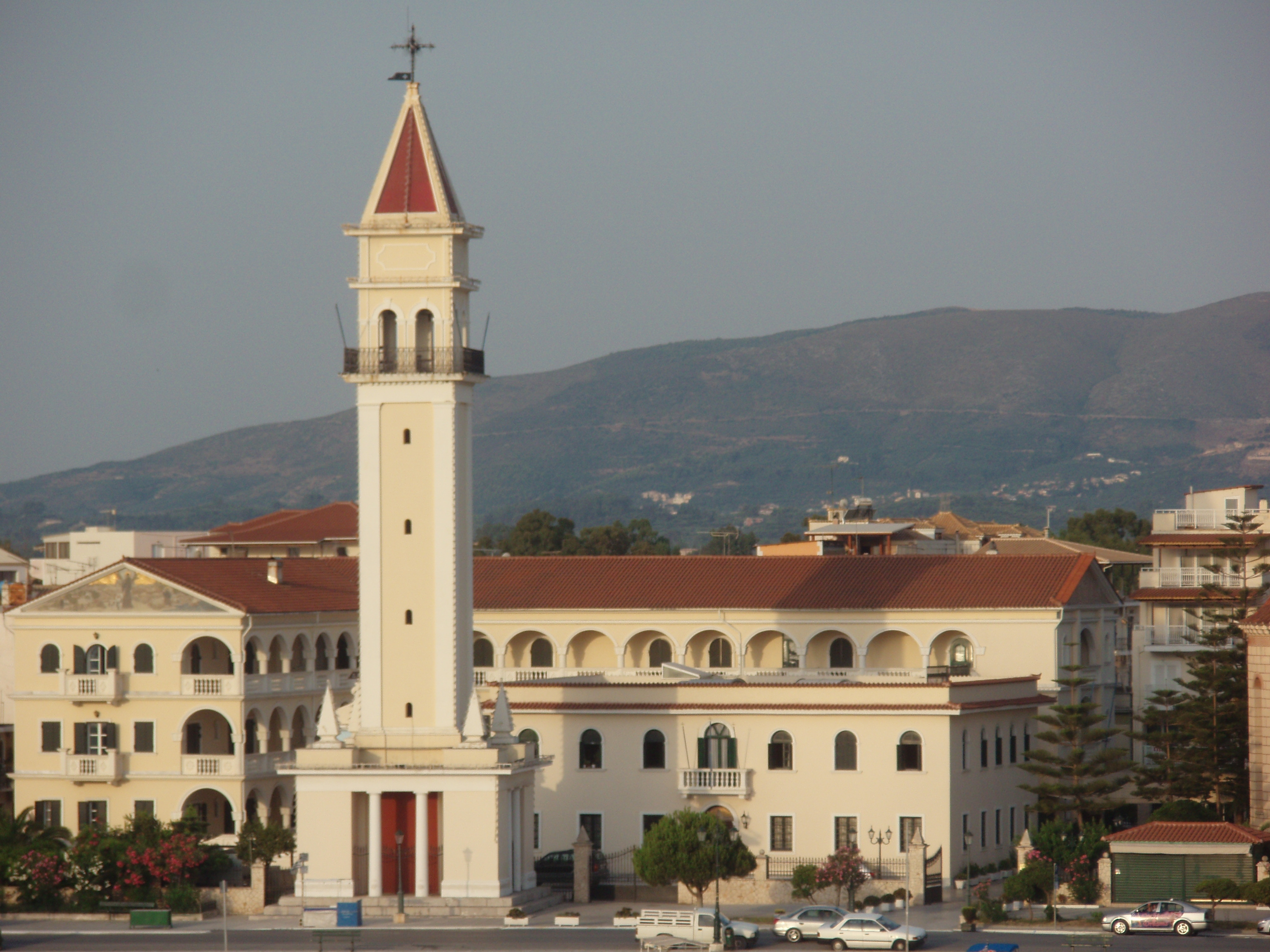
La chiesa di Agios Dionisios (San Dionigi)

## Monumenti e luoghi d'interesse
- Chiesa madre di San Dionisio
- Chiesa metropolitana di San Nicola
- Chiesa di San Nicola del Molo
- Chiesa della Vergine Maria Faneromeni
- Chiesa della Panagia Pikridiotissa
- Chiesa cattolica di San Marco
- Museo bizantino di Zante
- Museo di Dionysios Solomos e Andreas Kalvos, e di altre personalità importanti di Zante
- Casa Museo di Ugo Foscolo
- Castello veneziano di Bochali
- Piazza Solomos
- Piazza San Marco

## Località
Gli ex comuni facenti ora parte di Zante sono:
- Zante, formato da Ampelokipoi, Argasi, Vasilikos, Gaitani e Bochali
- Alykes
- Arkadioi
- Artemisia
- Elatia
- Laganas

## Amministrazione

### Gemellaggi
- Limassol
- Serravalle, dal 2014[2]